# Ichneumon falculator
Ichneumon falculator là một loài tò vò trong họ Ichneumonidae.